# Битка за Окинаву
Битка за Окинаву, вођена на острву Окинави на Рјукју острвима (јужно од четири највећа острва Јапана) је био највећи амфибијски напад за време Рата на Пацифику током Другог светског рата. То је била највећа поморско-копнено-ваздушна битка у историји, вођена од марта до јула 1945.
Ниједна страна није очекивала да ће то бити последња велика битка у рату, што је била. Американци су планирали операцију Пљусак, инвазију на главна острва Јапана, која се није догодила, због јапанске предаје у августу 1945.
Битка је звана „челични тајфун“ (Typhoon of Steel), на енглеском а „челична киша“ (tetsu no ame), и „силовити челични ветар“ (tetsu no bōfū) од стране становника Окинаве, што се односило на интензитет пуцњаве који је карактерисао битку.
Током неких битака попут битке за Иво Џиму, није било цивила, али Окинава је имала велики број становника, и цивилни губици током битке су били најмање 130.000*. Амерички губици су били преко 72.000, од којих је 15.900 убијено или нестало, преко дупло више него у биткама на Иво Џими и Гвадалканалу заједно. Неколико хиљада војника који су умрли касније било од рана или из других разлога, није укључено у овај број. Око 107.000 Јапанаца је убијено или заробљено; многи су радије извршавали самоубиство, него се извргавали срамоти заробљавања.

## Генерали
Америчку копнену кампању је контролисала Америчка десета армија, којом је командовао генерал-потпуковник Симон Боливар Бакнер, млађи. Армија је под својом командом имала два корпуса; Амерички III амфибијски корпус, који се састојао од 1. и 6. маринске дивизије, са 2. маринском дивизијом у резерви, и Амерички XXIV корпус, који се састојао од 7., 27., 77. и 96. пешадијске дивизије. На самом крају кампање, Бакнер је убијен од рикошетираних делова гранате, поставши један од највиших америчких официра који су погинули током целог рата.
Јапанском копненом кампањом (углавном дефанзивном) је командовао на југу генерал Митсуру Ушијима. Он је на крају битке извршио самоубиство. На северу Окинаве, о коме се мање прича, је командовао генерал Такехидо Удо.
Многа дешавања су се збила пре копнене битке.

## Пре 1. априла 1945.
Америчке подморнице су током 1944. разарале јапанске бродове. Војни брод Тојама Мару је потопљен на путу за Окинаву од стране USS Sturgeon (SS-187) (Јесетра СС-187) и притом је погинуло око 5.600 војника, девет месеци пре почетка копнене битке; ови јапански губици (Јесетра је побегла упркос томе што је била погођена дубинским минама) се обично не убрајају у жртве током битке.
Пре битке, брод за евакуацију, Цушима Мару је потопљен од стране USS Bowfin (SS-287) (Боуфин (врста рибе - лучно пераје) СС-287) и 1.484 жена и деце је погинуло
Дана 10. октобра, 1944, таласи бомбардера су тукли скоро небрањено острво, узрокујући непамћено разарање; преко 80% Нахе је уништено, и више од 65 бродова је потопљено. Јапанска ПВО технологија се није могла мерити са окретним америчким авионима.
Мало пре битке, јапански бојни брод Јамато су потопили амерички авиони, док је ишао на Окинаву у катастрофалној операцији Тен-Го. Јапанци су планирали да укотве Јамато на обали Окинаве, и користе га као копнену артиљерију. Гласине да је броду дато довољно горива само за пут у једном смеру нису тачне; Џорџ Фајфер демантује ове тврдње.

## Копнена битка
Копнена битка је трајала око 82 дана после 1. априла, 1945.

### Север
Американци су прешли преко уског дела јужног-централног дела острва са релативном лакоћом (по стандардима Другог светског рата), убрзо заузевши слабо чувани север, мада су биле жестоке борбе на Планини Јае Даке, и освојили Ваздушну базу Кадена и Ваздушну базу Јомитан. (Кадена је данас највећа америчка војна база у Азији, и њене писте могу да користе велики авиони.)
Јапанци су изгубили базе Кадена и Јомитан уз мало борбе. Цео север је пао 20. априла.
Мало се Американаца срело са озлоглашеном Хабу змијом, и убрзо су скидали своје гломазне камашне. Тежи посао их је чекао на југу. Север је био само загревање.

### Југ
Борбе на југу су биле најжешће, јапански војници су се крили у пећинама, али су Американци неумољиво напредовали. Острво је пало отприлике 21. јуна, мада су неки Јапанци наставили са борбом, укључујући гувернера Префектуре Окинава, Масахида Оту.
Најпознатија америчка жртва је био ратни извештач Ерни Пил (Ernie Pyle), кога је убио јапански снајпер на Ие-Шими (Ie-shima), на северозападу Окинаве.
Амерички генерал Симон Боливар Бакнер, млађи је погинуо од рикошетиране јапанске артиљеријске гранате, док је вршио инспекцију трупа на линији фронта, само 4 дана пре краја битке.